# Шемякинский
Шемякинский — хутор в Урюпинском районе Волгоградской области России. Входит в состав Россошинского сельского поселения.

## География
Хутор находится в северо-западной части Волгоградской области, в пределах Хопёрско-Бузулукской равнины, к западу от реки Хопёр, на расстоянии примерно 28 километров (по прямой) к западу-юго-западу (WSW) от города Урюпинск, административного центра района. Абсолютная высота — 215 метров над уровнем моря.
Часовой пояс
Хутор Шемякинский, как и вся Волгоградская область, находится в часовой зоне МСК (московское время). Смещение применяемого времени относительно UTC составляет +3:00.

## Население
| 2010 |
| ---- |
| 154  |

Гендерный состав
По данным Всероссийской переписи населения 2010 года в гендерной структуре населения мужчины составляли 51,9 %, женщины — соответственно 48,1 %.
Национальный состав
Согласно результатам переписи 2002 года, в национальной структуре населения русские составляли 94 %.

## Инфраструктура
В Шемякинском функционирует фельдшерско-акушерский пункт.

## Улицы
Уличная сеть хутора состоит из четырёх улиц.